# Lena Weifen-Rohde
Lena Weifen-Rohde (* 5. Februar 1989 als  Lena Weifen) ist eine niedersächsische Dressurreiterin, die im Dressursport und Para-Dressursport antritt.
Sie wurde mit einer Dysmelie des rechten Armes geboren, so dass ihr von Geburt an eine Hand fehlt und vom Unterarm nur ein kurzer Stumpf vorhanden ist. Lena Weifen-Rohde reitet seit ihrem vierten Lebensjahr, nimmt an Wettkämpfen im Behinderten- und Nicht-Behindertensport teil und verzichtet dabei auf eine Prothese. Sie lenkt das Pferd dabei wie gewöhnlich mit Zügeln unter Zuhilfenahme ihrer linken Hand und ihres Unterarmstumpfes.
Seit Mai 2010 reitet sie bei den Handicap-Reitern im Leistungssports mit. Lena Weifen-Rohde ist der Wettkampfklasse Grade V (bis 2016 als Grade IV bezeichnet) zugeordnet.
Bei der Weltmeisterschaft in Kentucky 2010 belegte sie den vierten Platz. Mit der deutschen Equipe gewann sie bei der Europameisterschaft in Moorsele 2011 die Bronzemedaille und gewann zuvor Gold als Einzelreiterin bei den Deutschen Meisterschaften im Saarland. Des Weiteren nahm sie an den Sommer-Paralympics 2012 teil und belegte beim Dressurreiten den achten Platz. Lena Weifen-Rohde ist ausgebildete Industriekauffrau, seit 2015 verheiratet und wohnt in Bösel.